# 1766 у літературі

## Книги
- «Векфільдський священик» — роман Олівера Ґолдсміта.

## Нехудожні твори
- «Вступні двері до християнської добронравності» — філософський трактат Григорія Сковороди.
- «Лаокоон, або Про межі малярства та поезії» — трактат Готгольда Ефраїма Лессінга.

## Народились
- 14 лютого — Томас Мальтус, англійський економіст.
- 22 квітня — Мадам де Сталь, французька письменниця.

## Померли
- 3 березня — Вільям Руфус Четвуд, англо-ірландський драматург, письменник та видавець.